# Порядок наследования тайского престола
Дворцовый закон о наследовании, буддийская эпоха 2467 (1924) (тайск. กฎมณเฑียรบาลว่าด้วยการสืบราชสันต) управляет преемственностью Трона Королевства Таиланд под правящим Домом Чакри. Вопросы преемственности до конца абсолютной монархии в 1932 году могли быть спорными, особенно в период Аютия с 14 по 18 века. В 1924 году король Вачиравуд (Рама VI) попытался прояснить процесс наследования, установив Дворцовый закон о наследовании. Он был обнародован и вступил в силу в ноябре 1924 года, отчасти как попытка устранить неясность, связанную с преемственностью внутри тайского монархического режима, и систематически разрешить предыдущие разногласия. В 1932 году, после того как Сиам стал конституционной монархией, были внесены различные поправки, касающиеся престолонаследия. Конституция Таиланда 1997 года опиралась на закон в отношении правопреемства, но во Временной конституции 2006 года о преемственности не упоминалось, оставляя это на усмотрение «конституционной практики». Конституция 2007 года снова опиралась на Дворцовый закон. Преамбула временной конституции Таиланда 2014 года отменила Конституцию 2007 года, за исключением главы 2, касающейся монархии и правопреемства.

## Преемственность на практике
После смерти короля Пхумипона Адульядета военное правительство Таиланда дало понять, что наследование не является автоматическим и необходимо пройти официальные процедуры, прежде чем провозгласить наследника новым монархом.
В течение этого периода короля не будет, наследник сохранит свой нынешний титул, а председатель Тайного совета будет выполнять роль временного регента, если одновременно не будет назначенного регента.
1. Проводится заседание Совета Министров для утверждения имени наследника.

2. Проводится заседание Национальной ассамблеи для подтверждения имени наследника и предоставления Председателю Национальной ассамблеи права пригласить наследника стать новым монархом.

3. Наследник предоставляет аудиенцию премьер-министру, председателю Национальной ассамблеи, председателю Верховного суда и временному регенту для функционирования специального совета по вступлению.

4. Председатель Национальной ассамблеи предлагает наследнику стать новым монархом.

5. Наследник принимает приглашение и становится новым монархом.

6. Канцелярия премьер-министра, Национальная ассамблея и королевский двор делают официальное заявление и объявляют временный царствующий титул монарха.

## Порядок наследования
- Король Монгкут (1804–1868)
  -  Король Чулалонгкорн (1853–1910)
    -  Король Вачиравуд (1881–1925)
    -  Король Прачадипок (1893–1941)
    - Принц Махидол Адульядет (1892–1929)
      -  Король Ананда Махидон (1925–1946)
      -   Король Пхумипон Адульядет (1927–2016)
        -  Король Вачиралонгкорн (род. 1952)
          - (1) Принц Дипангкорн Расмичоти (род. 2005)З К
          - (–) Джутавачара Вивачаравонгсе (род. 1979)П Ж З К
          - (–) Вачараесорн Вивачаравонгсе (род. 1981)П З К
          - (–) Чакриват Вивачаравонгсе (род. 1983)П З К
          - (–) Вачрави Вивачаравонгсе (род. 1985)П З К
          - (2) Принцесса Баджракитиябха (род. 1978)К
          -  (3) Принцесса Сириваннавари (род. 1987)К

        - (–) Принцесса Убол Ратана (род. 1951)П К
        - (4) Принцесса Сириндхорн (род. 1955)К
        -  (5) Принцесса Чулапхон (род. 1957)К

    - Принц Югала Дигамбара (1882–1932)
      - Принц Бханубандху Югала (1910–1995)
        -  (6) Принц Навафан Югала (род. 1978)З К

      - Принц Чалоэмфонтикхамфон (1913–1991)
        - (7) Принц Чалоэмсуек Югала (род. 1950)З К
        - (8) Принц Тикхамфон Югала (род. 1951)З К

      - Принц Анусорн Монгколкарн (1915–1998)
        - (9) Принц Чатрихалерм Юкол (род. 1942)З К
        - (10) Принц Чулчерм Югала (род. 1947)З К

  - Принц Чайянучит (1861–1936)
    - (11) Принц Чарунриттидет Джаянкура (род. 1933)З К

  - Принц Свасти Собхон (1865–1935)
    - (12) Принц Пусан Свастиватана (род. 1929)З К

| Символ | Источник для включения в список или примечание об исключении из наследства |
| ------ | --- |
| З      | Дворцовый закон о наследовании 1924 года |
| К      | 1. В случае, если Трон становится вакантным и Король уже назначил Наследника Трона в соответствии с Дворцовым Законом о наследовании 1924 года, и может быть указано имя Принцессы в Главе II: Король, Раздел 21 «Конституции Королевства Таиланд 2017 года». 2. Предложение имени принцессы на троне было внесено в конституцию с 1974 года. Таким образом, родословная короля Пхумипона Адульядета учитывается в соответствии с конституцией, в которую были внесены поправки во время его правления. |
| Д      | Дисквалифицирован — женился на иностранке |
| П      | Был понижен из-за преемственности |